# Forró vizet a kopaszra!
A Forró vizet a kopaszra! színes magyar filmszatíra, amelyet 1972-ben mutattak be. Alcíme: Boróka úr szorongásai. A forgatókönyvet a film rendezője, Bacsó Péter és Zimre Péter írta. A film 1973-ban Taorminában elnyerte a nagydíjat a Nemzetek Fesztiválján.
Vonzódom a groteszk műfajhoz, ezért a realista-sorozat után játékos hangra akartam váltani. Boróka úr a film elején olyan, mint Chaplin kispolgára. Félelmek gyötrik. Igyekeztem érzékeltetni a kispolgár természetrajzát, indokolatlan szorongását, és azt, hogy milyen agresszívvé válik ugyanez az ember, ha valamilyen módon hatalmat kap. De leginkább a történelem eszközének tekinti magát. A Forró vizet a kopaszra! című filmem groteszktörténetének az ürügyén egy bizonyos emberi magatartást boncolok, szatirikusan elemzek és egyben természetesen bírálok is.

## Készítették
- Rendező: Bacsó Péter
- Forgatókönyvíró: Bacsó Péter
Zimre Péter
- Dramaturg: Karall Luca
- Kosztüm: Homonnay Zoltánné
- Operatőr: Zsombolyai János
- Vágó: Boronkay Sándor
- Zene: Vukán György
- Hangmérnök: Peller Károly
- Gyártásvezető: Gulyás Lajos
- Színes technika: Dobrányi Géza
Kun Irén
- Stúdióvezető: Nemeskürty István
- Alapötlet: Bodor Ádám A borbély című novellája

## Szereplők
- Boróka Mihály, férfifodrász – Gyarmati István
- Sajtár Dezső – Szabó Lajos
- Aranka, Boróka felesége – Pásztor Erzsi
- Hajagos, a fodrászüzlet vezetője – Haumann Péter
- Liácska, Hajagos szeretője, fodrászlány – Sir Kati
- Jónyer Vince, aki a „G” lépcsőházban lakik – Novák István
- mentőorvos – Mezey Lajos
- Boróka orvosnője – Metzradt Georgette
- Sajtár orvosnője – Versényi Ida
- Kácsor elvtárs – Tóth Tamás
- rendőr – Bencze Ferenc
- dadogós – Nagy Dénes
- a dadogós partnere – Horineczky Erika
- autómosó – Siklós György
- Boróka kollégája, fodrász – Gémesi Imre
- vendég az önkiszolgáló étteremben – Izsóf Vilmos
- vendég az önkiszolgáló étteremben – Kakassy Ágnes
- pénztárosnő az önkiszolgáló étteremben – Kéri Edit
- Tibor, Aranka szeretője – Reinitz György
- bámészkodó a Szabadság hídon – Vitézy László
- bámészkodó a Szabadság hídon – Jankura Péter
- bámészkodó a karambolnál – Kézdy György
- énekesnő a vendéglőben – Nádassy Anna
- mentőápoló – Gonda György
- Fekete Alajos

## A film cselekménye
Az új lakótelepi férfifodrászatban mindig nagy a forgalom, sok a vendég, köztük Sajtár Dezső, a kövérkés köpcös kisember. „Mit óhajt a kedves vendég?” – teszi fel neki a szokásos kérdést Boróka Mihály, a sovány, jámbor képű borbély. „Hajvágást.” - szól a felelet. Miután beül a fodrászszékbe, még hozzáteszi: „Oldalt, hátul keveset, fent marad.” Majd elnyomja a csikket és belemerül a napilapba, amit a fodrász a kezébe ad. „Igen, kérem.” – nyugtázza a fodrász, majd beindítja nullásgépét. Hátul, a tarkónál kezd munkába, hagyja, hogy a vendég – fejét kissé előre hajtva – olvashasson. Ám egyszerre csak – valami belső „ellenállhatatlan kényszertől” hajtva – megindul a keze a nullásgéppel. A fej közepén, egy hosszanti sávban a tarkótól a homlokig – végigtolja a felgyülemlő lenyírt hajat. „Állj!” — kiállt fel a vendég, mikorra már a lenyírt haja a szemébe ér. Kétségbeesve tapogatja végig a fejét. „Mit csinált?” ― teszi fel dühösen a kérdést háromszor is. „Nem tudom, kérem” – feleli a borbély. A fodrászatban mindenki rájuk figyel. Sajtár fölpattan a székből, üvöltve elégtételt követel: „Én elintézem magát!” „Majd én megmutatom magának, hogy ki vagyok!” – ezzel fenyegetőzik. A fodrászüzlet vezetője próbálja a helyzetet menteni. A Boróka Mihály által elrontott frizurán ő is csak úgy tud valamit javítani, ha nullásgéppel teljesen kopaszra nyírja Sajtárt. „Én magát elintézem!” - fenyegeti meg az üzletből feldúltan távozó Sajtár Borókát, aki ezek után képtelen a munkáját folytatni. Az üzletvezető is azt tanácsolja neki, nézesse meg magát egy orvossal. Boróka leveti munkaköpenyét, felöltözik és hazamegy a fodrászüzletből. A lakótelepen bolyongva egy kalaposüzlet kirakatüvegén keresztül megpillantja Sajtárt, aki kalapokat próbál elrontott frizurájára. Tekintetük egy pillanatra találkozik, de Boróka elsomfordál a helyszínről. A lakótelep házai között ismét megpillantja Sajtárt, aki immár kalapot visel, de Boróka egy telefonfülkébe menekül a találkozás elől. Az egyforma lakótelepi házak között fel sem tűnik neki, hogy nem a saját lakásába tér haza. A lakás berendezése, a feleség a konyhában, a tévé a szobában – mindenütt egyforma. De amikor végre a saját lépcsőházában, a saját lakásának ajtaján is ugyanazt a jelet fedezi fel, amit korábban a sajátjának vélt lakás ajtaján, elbizonytalanodva nyit be.
Boróka felesége, Aranka a konyhában ugyanúgy húst klopfol, mint az előző lakásban. Ám mint kiderül, a fürdőszobában Aranka szeretője éppen borotválkozik, mert Boróka ezen a napon korábban jött haza. Boróka elmegy otthonról, becsönget a főnökéhez, akinél kopaszra nyírt vendége felől érdeklődik, de az inkább a szeretőjével lenne és elküldi Borókát. Boróka a lakótelep Dínomdánom nevű önkiszolgáló éttermébe megy, ahol is a gulyásleveséhez sót kér, a neki háttal ülő szomszédos asztal vendégétől. A vendég Sajtár Dezső, aki átadja a sót, de nem ismeri fel Borókát.
Szalmonella-fertőzés miatt az éttermet lezárják, így Boróka és Sajtár az önkiszolgáló étterem előtt egy pillanatra megint találkozik, ám Boróka hirtelen felugrik a KÖJÁL mentőbuszára, amely gyomormosásra indul a szalmonellás fertőzöttekkel. A mentőben felismerik, hogy ő nem is evett a szalmonellás ételből, és kilökik a mentőautóból. Az lakótelepi építkezéseknél este a rendőr igazoltatja Borókát, aki így a rendőrségi őrszobán lel átmenetileg menedéket. A Sajtár Dezső miatt kialakult félelmei és szorongásai miatt a Szabadság hídra is felmászik. Öngyilkossági szándékáról ugyanez a rendőr beszéli le, azt javasolja Borókának, hogy vizsgáltassa ki magát és keresse meg Sajtár Dezsőt. Az orvosi vizsgálat alatt Boróka észreveszi, hogy Sajtár Dezsőt a másik doktornő vizsgálja. Sajtár is meglátja Borókát. Boróka üldözőbe veszi Sajtárt. A villamoson és a villamosról leugorva egy rozsdaövezetben, futva, kitartóan üldözi, míg végül utoléri őt. Sajtárról kiderül, hogy nem befolyásos ember, csak egy ugyanolyan, szorongásokkal teli kisember, mint Boróka. Borókának végül sikerül ugyancsak kopaszra „visszanyíratnia” magát Sajtárral. Ám ezzel nem a rend áll helyre, hanem kezdetét veszi a két kopasz kisember hatalomátvétele…

## Díjak, elismerések
- Nagydíj – (Nemzetek Fesztiválja – Taormina, 1973)